# Elhaida Dani
Elhaida Dani est une chanteuse albanaise née le 17 février 1993 à Shkodër en Albanie.

Gagnante de la première édition de The Voice of Italy, elle représente l'Albanie au Concours Eurovision de la chanson 2015, avec sa chanson I'm Alive.

## Jeunesse et débuts
Elhaida Dani naît en 1993 à Shkodër, dans une famille de confession musulmane. Elle commence à chanter à l'âge de quatre ans, puis à prendre des cours de piano. Elle fait ses études en musicologie, à l'Université des Arts de Tirana.
Elle se lance dans l'industrie musicale en 2008, lorsqu'elle sort sa première chanson, Fjalla e fundit, avec laquelle elle participe au concours Kënga Magjike (en). 

L'année suivante, elle remporte la quatrième édition de la Star Academy albanaise. Elle sort alors son deuxième single, intitulé Si asnjëherë.

Elle participe par la suite à plusieurs festivals et concours de chant, notamment en Roumanie, en Bulgarie et au Monténégro.

En décembre 2011, elle participe à la 50e édition du Festivali i Këngës, avec la chanson Mijra vjet, et atteint la finale sans la remporter. C'est Rona Nishliu qui en sort gagnante, et représente donc l'Albanie au Concours Eurovision de la chanson 2012 avec sa chanson Suus,.

En 2012, elle remporte la neuvième édition du concours de chansons Top Fest (en), avec son titre S'je më.

## 2013:The Voice of Italy
Elhaida Dani participe en 2013 à la première saison de The Voice of Italy, la version italienne de The Voice. Elle fait se retourner les quatre coaches lors de son audition à l'aveugle, lors de laquelle elle interprète Mamma Knows Best (en) de Jessie J. Elle choisit alors d'intégrer l'équipe de Richard Cocciante, et finit par remporter la finale avec plus de 70 % des votes du public.
Elle sort ensuite son single, qu'elle a eu l'occasion de présenter lors de la finale de The Voice, intitulé When Love Calls Your Name (en) et co-écrit par son coach Richard Cocciante et Roxanne Seeman.

Ce single figure dans son EP éponyme, sur lequel on retrouve également Baciami e basta, son premier single en italien, ainsi que certaines de ses performances live lors de The Voice.
Elle signe, plus tard la même année, un contrat avec la branche italienne d'Universal Music.

## 2014 et 2015: Eurovision
Fin octobre 2014, le diffuseur public albanais, RTSH annonce qu'Elhaida Dani faisait partie des participants à la cinquante-quatrième édition du Festivali i Këngës, en vue de représenter l'Albanie au Concours Eurovision de la chanson 2015, avec sa chanson intitulée Diell.

Le 28 décembre, elle remporte la finale du Festival, devenant ainsi la représentante de l'Albanie à l'Eurovision 2015, à Vienne, en Autriche.
Le 24 février 2015, il est annoncé que la chanson Diell allait être remplacée par une autre, intitulée I'm Alive, à la suite d'un retrait de la chanson d'origine par son auteur. C'est finalement cette chanson qu'Elhaida défend lors de l'Eurovision.
Lors du Concours, Elhaida participe à la première demi-finale, diffusée le mardi 19 mai 2015, où elle est la quatorzième des seize participants à monter sur scène. Elle se qualifie pour la finale, finissant à la dixième place avec 62 points.

En finale, le samedi 23 mai, elle est la vingt-sixième et avant-dernière candidate à se produire. Elle termine à la dix-septième place du classement, avec 34 points (dont les 12 points de la Macédoine).

## Depuis 2016:Notre-Dame de Pariset autres projets

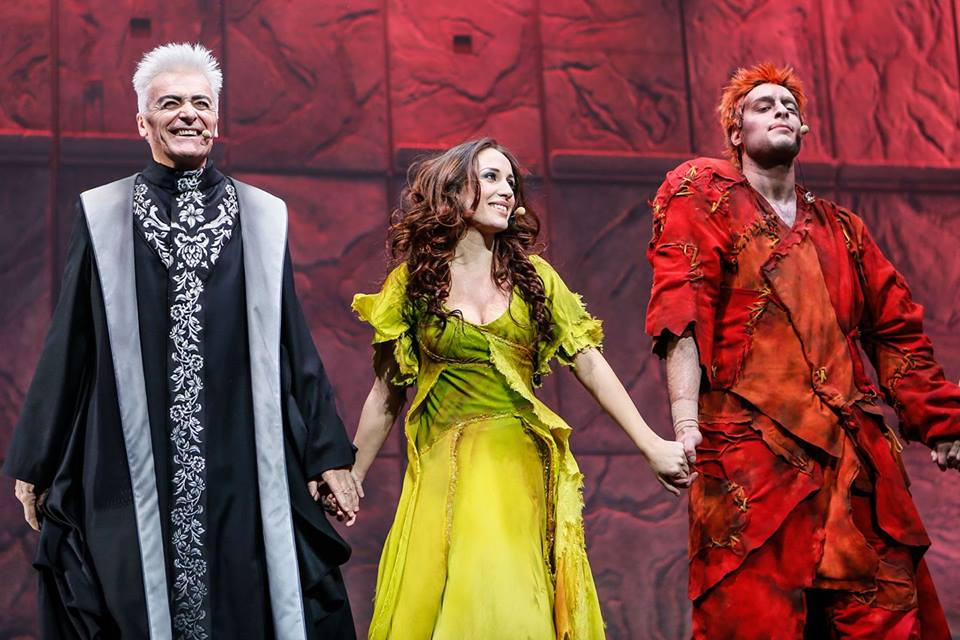
Elhaida Dani dans le rôle d'Esméralda dans Notre-Dame de Paris

En 2016, elle est approchée par Richard Cocciante et Luc Plamondon pour jouer les rôles d'Esméralda et de Fleur-de-Lys dans la comédie musicale Notre-Dame de Paris, principalement en tant que doublure, durant les tournées en France et à l'étranger,.

Elle partage le rôle d'Esméralda avec la chanteuse libanaise Hiba Tawaji, lors des représentations de 2016 à 2021, puis avec Jaime Bono de 2021 à 2023. Elle interprète également Fleur-de-Lys de 2016 à 2019, partageant ce rôle avec Alyzée Lalande et Idesse.

Elle campe également Esméralda en tant que titulaire lors de la tournée en Italie du spectacle, entre 2019 et 2020.
En 2017, elle participe de nouveau à Kënga Magjike, avec une chanson intitulée E ngrirë, écrite par elle-même et produite par Darko Dimitrov. Recevant 988 points, elle finit à la deuxième place, onze points derrière la gagnante Anxhela Peristeri. Elle reçoit également le Prix de la Critique de la compétition.
Le 20 septembre 2021, elle sort un deuxième EP, intitulé Zanin.
En octobre 2022, Elhaida participe à la huitième saison de Dancing With the Stars Albania, et termine deuxième.
Depuis décembre 2023, elle est juge de la cinquième saison de X Factor Albania, avec l'animateur Ardi Krasta et la chanteuse Arilena Ara.
En juin 2024, la RTSH annonce qu'Elhaida Dani a été nommée directrice artistique du Festivali i Këngës.

## Discographie

### EPs
- 2013 – Elhaida Dani
- 2021 – Zanin

### Singles
- 2008 – Fjala e fundit
- 2011 – Mijëra vjet
- 2012 – S'je më
- 2013 – When Love Calls Your Name
- 2013 – Baciami e basta
- 2014 – Diell
- 2015 – I'm Alive
- 2017 – Më mbaj (avec DJ Olti)
- 2017 – E ngrirë
- 2018 – Let It Go (Lascerò) (avec Nathaniel)
- 2023 – Vetja
- 2024 – Zemrës